# Regione di Krapina e dello Zagorje
La regione di Krapina e dello Zagorje (croato: Krapinsko-zagorska županija) è una regione della Croazia settentrionale. Essa è situata a nord di Zagabria e comprende l'omonima zona montagnosa (Hrvatsko Zagorje) al confine con la Slovenia. Capoluogo della regione è Krapina.

## Città e comuni
La regione di Krapina e dello Zagorje è divisa in 7 città e 25 comuni, qui sotto elencati (fra parentesi il dato relativo al censimento della popolazione del 2001).

### Città
| Città         | Ab.    |
| ------------- | ------ |
| Donja Stubica | 5.930  |
| Klanjec       | 3.234  |
| Krapina       | 12.950 |
| Oroslavje     | 6.253  |
| Pregrada      | 7.165  |
| Zabok         | 9.365  |
| Zlatar        | 6.506  |

### Comuni
| Comune              | Ab.   |
| ------------------- | ----- |
| Bedekovčina         | 8.482 |
| Budinščina          | 2.793 |
| Desinić             | 3.478 |
| Đurmanec            | 4.481 |
| Gornja Stubica      | 5.726 |
| Hrašćina            | 1.826 |
| Hum na Sutli        | 5.476 |
| Jesenje             | 1.643 |
| Konjščina           | 4.074 |
| Kraljevec na Sutli  | 1.815 |
| Krapinske Toplice   | 5.744 |
| Kumrovec            | 1.854 |
| Lobor               | 3.669 |
| Mače                | 2.715 |
| Marija Bistrica     | 6.612 |
| Mihovljan           | 2.234 |
| Novi Golubovec      | 1.073 |
| Petrovsko           | 3.022 |
| Radoboj             | 3.513 |
| Stubičke Toplice    | 2.752 |
| Sveti Križ Začretje | 6.619 |
| Tuhelj              | 2.181 |
| Veliko Trgovišće    | 5.220 |
| Zagorska Sela       | 1.197 |
| Zlatar-Bistrica     | 2.830 |